# Gentianales
Gentianales este un ordin de magnoliofite (plante cu flori) eudicotiledonate. Cuprinde peste 16.000 de specii care sunt clasificate în aproximativ 1.138 de genuri și 5 familii. Mai mult de 80% din speciile din acest ordin aparțin familiei Rubiaceae.

## Taxonomie
Conform Sisgtemului APG III, ordinul Gentianales cuprinde următoarele familii:
- Family Apocynaceae (424 genuri)
- Family Gelsemiaceae (2 genuri)
- Family Gentianaceae (87 genuri)
- Family Loganiaceae (13 genuri)
- Family Rubiaceae (611 genuri)

### Filogenie
Arborele filogenetic al ordinului se bazează pe studii de filogenie moleculară ale secvențelor de ADN:
|  | Loganiaceae                                                  |
|  |                                                              |
|  | \| \| Apocynaceae \| \| \| \| \| \| Gelsemiaceae \| \| \| \| |
|  |                                                              |
|  | Apocynaceae                                                  |
|  |                                                              |
|  | Gelsemiaceae                                                 |
|  |                                                              |

|  | Apocynaceae  |
|  |              |
|  | Gelsemiaceae |
|  |              |

|  | Loganiaceae                                                  |
|  |                                                              |
|  | \| \| Apocynaceae \| \| \| \| \| \| Gelsemiaceae \| \| \| \| |
|  |                                                              |
|  | Apocynaceae                                                  |
|  |                                                              |
|  | Gelsemiaceae                                                 |
|  |                                                              |

|  | Apocynaceae  |
|  |              |
|  | Gelsemiaceae |
|  |              |

|  | Loganiaceae                                                  |
|  |                                                              |
|  | \| \| Apocynaceae \| \| \| \| \| \| Gelsemiaceae \| \| \| \| |
|  |                                                              |
|  | Apocynaceae                                                  |
|  |                                                              |
|  | Gelsemiaceae                                                 |
|  |                                                              |

|  | Apocynaceae  |
|  |              |
|  | Gelsemiaceae |
|  |              |

|  | Loganiaceae                                                  |
|  |                                                              |
|  | \| \| Apocynaceae \| \| \| \| \| \| Gelsemiaceae \| \| \| \| |
|  |                                                              |
|  | Apocynaceae                                                  |
|  |                                                              |
|  | Gelsemiaceae                                                 |
|  |                                                              |

|  | Apocynaceae  |
|  |              |
|  | Gelsemiaceae |
|  |              |

### Etimologie
Numele provine de la denumirea familiei Gentianaceae, care la rândul său a fost preluată de la genul Gentiana.